# نیر (خواننده)
نایر رگالادو (به انگلیسی: Nayer Regalado) (متولد ۲ اوت ۱۹۸۵، میامی) مدل, خواننده و رقاص آمریکایی که خیلی‌ها وی را با اجرا در ترانه پرطرفدار من را ببوس از پیتبول می‌شناسند. نیر یکی از مدل‌های همیشگی پیتبول بوده و در بیشتر ترانه‌های وی با پیتبول اجرا کرده‌است.

## ترانه شناسی

### آلبوم‌ها
| نام        | جزئیات                                                                       |
| ---------- | ---------------------------------------------------------------------------- |
| اولین بوسه | - تاریخ انتشار: ژوئن ۲۵، ۲۰۰۲ - شرکت منتشر کننده: سونی میوزیک - فرمت: دانلود |

### ترانه‌ها
| "اولین بوسه"                                                   | ۲۰۰۲ | — | ۴۰ | —  | اولین بوسه     |
| "سواوِمنته" (به همراهی ماهامبی و پیتبول)                        | ۲۰۱۱ | — | —  | ۳۴ | آلبوم بدون نام |
| "—" به معنای این است که آن آهنگ در آن کشور مقامی بدست نیاورده. |      |   |    |    |                |